# Honnør Oku-ike
Honnør Oku-ike (japanisch ホノール奥池) ist ein kleiner See an der Prinz-Harald-Küste des ostantarktischen Königin-Maud-Lands. Er liegt am nordöstlichen Rand des Honnør Oku-iwa
Japanische Wissenschaftler nahmen von 1975 bis 1978 Vermessungen vor und fertigten Luftaufnahmen an. Benannt ist der See seit 1981 in Anlehnung an die Benennung des benachbarten Honnørbreen.